# William Strang, 1. Baron Strang
William Strang, 1. Baron Strang, GCMG, KCB, MBE (* 2. Januar 1893; † 27. Mai 1978) war ein britischer Diplomat, Berater der Regierung in den 1930er bis 1950er Jahre und 1949 bis 1953 Chef des Außenministeriums.
Seine Ausbildung genoss er am Palmer's College, am University College London sowie an der Pariser Sorbonne. Im Ersten Weltkrieg gehörte er 1915 zum Worcestershire Regiment; bei Kriegsende war er Captain.
Seit 1919 gehörte er dem Außenministerium an, arbeitete zunächst in Belgrad, 1922 wieder in London, 1930 in Moskau, 1933 wurde er Leiter der Abteilung Völkerbund im Ministerium, 1937 Leiter des Central Department, 1943 im Rang eines Botschafters für die European Advisory Commission, 1945 Diplomatischer Berater des Befehlshabers der Besatzungskräfte in Deutschland, Feldmarschall Bernard Montgomery, 1947 Abteilungsleiter für Deutschland und schließlich Amtschef. 

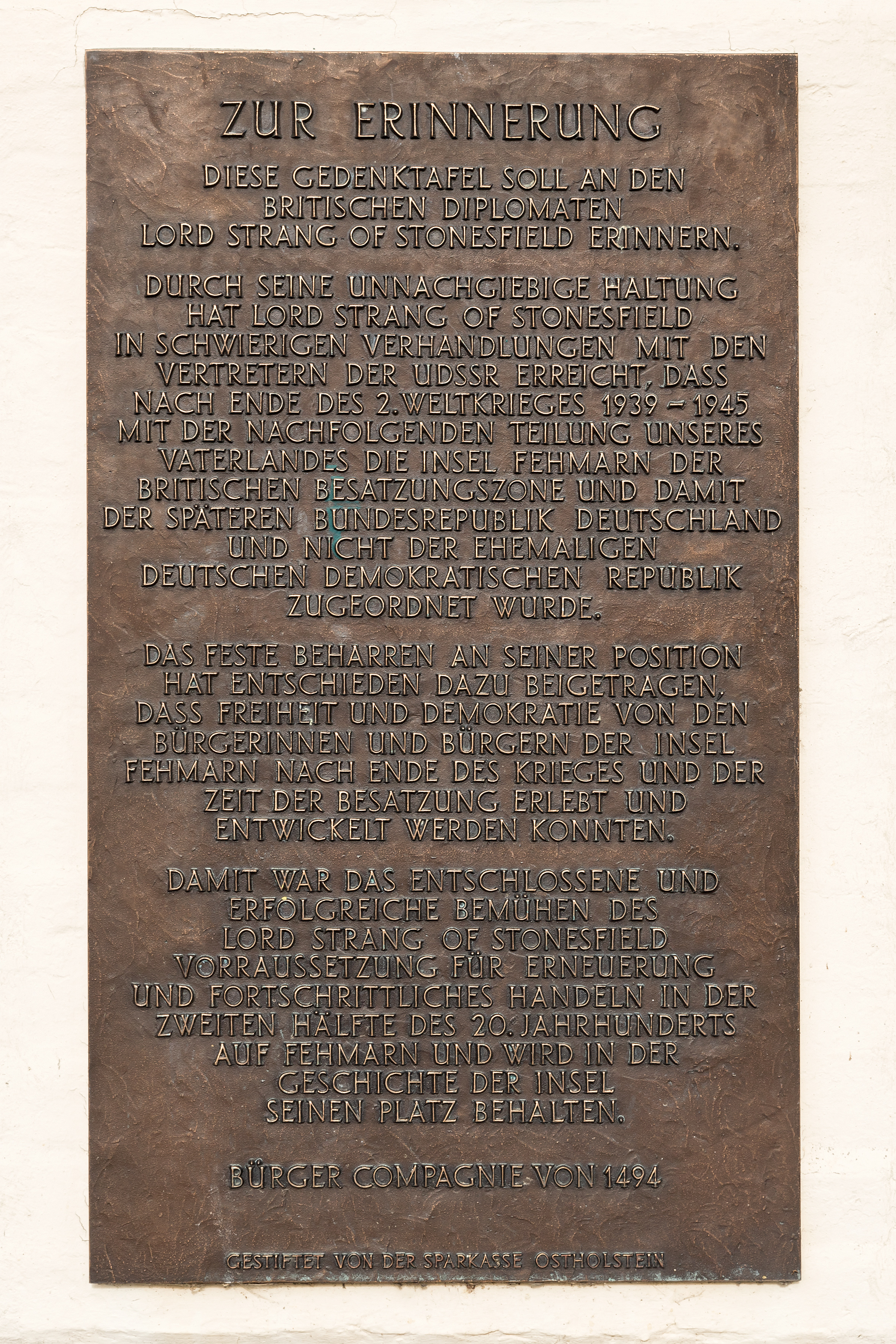
Gedenktafel in Burg auf Fehmarn

In dieser Funktion verhinderte Baron Strang, dass Fehmarn der SBZ und so der DDR zugeschlagen wurde. 1953 schied er aus dem Diplomatischen Dienst aus.
1943 wurde er als Knight Commander in den Order of St Michael and St George in den persönlichen Adelsstand erhoben. 1948 wurde er als Knight Commander des Order of the Bath, 1950 als Knight Grand Cross des Order of St Michael and St George und 1953 als Knight Grand Cross des Order of the Bath ausgezeichnet. 1954 wurde er als Baron Strang, of Stonesfield in the County of Oxford, in den erblichen Adelsstand der Peerage of the United Kingdom erhoben. Damit verbunden war ein Sitz im House of Lords, wo er verschiedene Kommissionen leitete.
1920 hatte er Elsie Wynne Jones geheiratet; die beiden hatten eine Tochter und einen Sohn Colin Strang, 2. Baron Strang.			

## Werke
- The foreign office. Allen & Unwin, London 1955 (3. Aufl. 1957).
- Britain in world affairs. A survey of the fluctuations in British power and influence; Henry VIII to Elizabeth II. Faber & Faber, London 1961.
- The diplomatic career. Deutsch, London 1962.
- The Moscow negotiations 1939. Leeds University Press, Leeds 1968.
- Home and abroad. Greenwood Press, Westport/Conn. 1983, ISBN 0-313-24255-0 (Autobiographie, erschien zuerst 1956).